# 宮崎県総合運動公園陸上競技場
宮崎県総合運動公園陸上競技場（みやざきけんそうごううんどうこうえんりくじょうきょうぎじょう）は、宮崎県宮崎市の宮崎県総合運動公園内にある陸上競技場。施設は宮崎県が所有し、宮崎県スポーツ施設協会が指定管理者として運営管理を行っている。

## 概要
日本陸連第1種公認競技場として、過去、宮崎国体、1992年度（平成4年度）全国高等学校総合体育大会、世界ベテランズ陸上競技選手権大会、ねんりんピック、日本スポーツマスターズ2001宮崎大会 のメイン会場としても使われた。また、ラグビートップリーグの試合も行われ、宮崎県の中心的なスポーツ施設となっている。
現在ではJリーグのキャンプ地の一つとなっているほか、日本フットボールリーグ（JFL）のミネベアミツミFCのホームゲーム開催地としても使用される。
2014年（平成26年）10月から5年間、霧島酒造株式会社が同公園と主要施設の命名権を取得し、当陸上競技場（メインスタジアム）は「KIRISHIMAハイビスカス陸上競技場」（キリシマハイビスカスりくじょうきょうぎじょう）と命名されていた。
2020年（令和2年）4月1日に米良電機産業の宮崎県総合運動公園全体のスポンサード及び各名称の変更が発表され、「ひなた陸上競技場」（ひなたりくじょうきょうぎじょう）への名称変更が決定した。

## 施設概要
- 使用開始年月：1974年（昭和49年）3月
- 敷地面積：32,114㎡
- 観客収容人数：20,000人（うちメインスタンド 7,000人）
- トラック：全天候型鋪装400m×8コース（第1種公認）
- フィールド：グラウンド面積　19,000㎡　表層芝（高麗芝）

### 補助競技場
- 第2競技場：シンダートラック・300m×6コース
- 第3競技場：第3種公認全天候舗装型トラック・400m×8コース
- ラグビー場

ラグビー場と第3競技場はサッカー・ラグビーなど球技全般にも対応
| 先代 松本平広域公園陸上競技場 （松本市） | 国民体育大会 主競技場 日本のふるさと宮崎国体 | 次代 県総合運動公園陸上競技場 （宇都宮市） |